# Liste der Kulturdenkmäler in Elkenroth
In der Liste der Kulturdenkmäler in Elkenroth sind alle Kulturdenkmäler der rheinland-pfälzischen Gemeinde Elkenroth aufgelistet. Grundlage ist die Denkmalliste des Landes Rheinland-Pfalz (Stand: 4. Mai 2023).

## Einzeldenkmäler
| Bezeichnung                           | Lage                     | Baujahr                  | Beschreibung | Bild            |
| ------------------------------------- | ------------------------ | ------------------------ | --- | --------------- |
| Katholische Pfarrkirche St. Elisabeth | Am Kirchplatz Lage       | 1869–1872                | Rundbogenstil, erbaut 1869–1872, Kreisbaumeister Reinkens, Wissen, 1894/95 zur dreischiffigen Halle einschließlich Westturm erweitert                      | Fotos hochladen |
| Lourdes-Kapelle                       | Am Kirchplatz Lage       | 1903                     | Lourdes-Kapelle, bezeichnet 1903, Inkrustationsflächen mit Stufen aus den Eisenerzgruben Eselskopf und Hochacht nach Vorbild der Mariengrotten von Lourdes | Fotos hochladen |
| Kriegerdenkmal                        | Betzdorfer Straße Lage   | 1921                     | Kriegerdenkmal 1914/18; Sockel, Obelisk und Reichsadler; erbaut 1921, nach 1945 erweitert                                                                  | BW              |
| Quereinhaus                           | Betzdorfer Straße 1 Lage | 17. oder 18. Jahrhundert | Fachwerk-Quereinhaus, teilweise massiv, verkleidet und verschiefert, 17. oder 18. Jahrhundert                                                              | BW              |